# Clifton (Texas)
Clifton è un centro abitato degli Stati Uniti d'America, situato nella contea di Bosque dello Stato del Texas.

## Geografia
Clifton è situata a 31°46′49″N 97°34′51″W (31.780275, -97.580825).
Secondo lo United States Census Bureau, ha un'area totale di 1,9 miglia quadrate (4,9 km²).

## Società

### Evoluzione demografica
Secondo il censimento del 2000, c'erano 3.542 persone, 1.296 nuclei familiari e 864 famiglie residenti nella città. La densità di popolazione era di 1.852,2 persone per miglio quadrato (716,0/km²). C'erano 1.422 unità abitative a una densità media di 743,6 per miglio quadrato (287,5/km²). La composizione etnica della città era formata dall'86,02% di bianchi, il 3,36% di afroamericani, lo 0,34% di nativi americani, lo 0,17% di asiatici, l'8,98% di altre razze, e l'1,13% di due o più etnie. Ispanici o latinos di qualunque razza erano il 18,83% della popolazione.
C'erano 1.296 nuclei familiari di cui il 31,9% aveva figli di età inferiore ai 18 anni, il 54,2% erano coppie sposate conviventi, il 9,9% aveva un capofamiglia femmina senza marito, e il 33,3% erano non-famiglie. Il 31,3% di tutti i nuclei familiari erano individuali e il 20,4% aveva componenti con un'età di 65 anni o più che vivevano da soli. Il numero di componenti medio di un nucleo familiare era di 2,46 e quello di una famiglia era di 3,09.
La popolazione era composta dal 25,0% di persone sotto i 18 anni, il 6,6% di persone dai 18 ai 24 anni, il 22,3% di persone dai 25 ai 44 anni, il 18,9% di persone dai 45 ai 64 anni, e il 27,2% di persone di 65 anni o più. L'età media era di 42 anni. Per ogni 100 femmine c'erano 81,6 maschi. Per ogni 100 femmine dai 18 anni in giù, c'erano 75,1 maschi.
Il reddito medio di un nucleo familiare era di 29.867 dollari, e quello di una famiglia era di 41.548 dollari. I maschi avevano un reddito medio di 27.472 dollari contro i 25.154 dollari delle femmine. Il reddito pro capite era di 14.823 dollari. Circa il 9,6% delle famiglie e il 12,7% della popolazione erano sotto la soglia di povertà, incluso il 14,0% di persone sotto i 18 anni e il 20,0% di persone di 65 anni o più.